# 吸血鬼戰爭
《吸血鬼戰爭》（英語：V Wars）是一部美國科幻恐怖網路影集，改編自喬納森·馬比里的同名視覺文學和漫畫系列。本劇由伊恩·桑莫哈德主演，於2019年12月5日在Netflix首播。2020年3月，該劇在第一季後被取消。

## 概要
全球暖化導致極地冰融，並釋放出千年病毒。有些人在經歷基因突變後成為吸血鬼，人類現在面對的是一種新型掠食者。由於致命的流行病不斷的發展，臨床醫學科學家路瑟·史旺（伊恩·桑莫哈德飾）和他最好的朋友邁克·費恩（亞德里安·荷姆斯飾）正面臨著人類與吸血鬼之間的未來戰爭。

## 演員

### 主要角色
- 伊恩·桑莫哈德 飾 路瑟·史旺博士（Dr. Luther Swann）[5]
- 亞德里安·荷姆斯（英语：Adrian Holmes） 飾 邁克·費恩（Michael Fayne）[6]
- 蘿拉·范德沃特 飾 米拉·杜波夫（Mila Dubov）[7]
- 金柏莉·蘇穆雷 飾 丹妮卡·杜波夫（Danika Dubov）[7]
- 雪梨·邁爾 飾 艾華·歐麥利（Ava O'Malley）
- 賴賈姬 飾 凱莉·武（Kaylee Vo）[6]
- 凱爾·布瑞特科夫（英语：Kyle Harrison Breitkopf） 飾 迪茲蒙·「迪茲」·史旺（Desmond "Dez" Swann）[7]
- 彼得·奧特布瑞奇 飾 卡利·尼克羅斯（Calix Niklos）[8]
- 坎笛絲·麥克魯（英语：Kandyse McClure） 飾 克萊兒·歐海根（Claire O'Hagan）

### 常駐角色
- 潔西卡·哈蒙（英语：Jessica Harmon） 飾 潔西卡·「潔絲」·史旺（Jessica Jess Swann）
- 麥可·葛雷耶斯（英语：Michael Greyeyes）  飾 吉米·桑特（Jimmy Saint）
- 葛瑞格·布萊克 飾 巴比（Bobby）
- 泰迪·莫尼漢（英语：Teddy Moynihan） 飾 約根·韋伯（Jergen Weber）
- 泰德·艾瑟頓（英语：Ted Atherton） 飾 史密斯參議員（Senator Smythe）
- 喬納森·希金斯 飾 威廉·梅將軍（General William May）
- 薩曼莎·莉安娜·柯爾 飾 泰瑞莎·坦戈拉（Teresa Tangorra）
- 蘿拉·德卡特雷 飾 莎夏·吉魯參議員（Senator Sasha Giroux）
- 波·瑪廷 飾 愛莉絲·錢柏斯警探（Detective Elysse Chambers）
- 妮齊·蕾德 飾 瑞秋·湯普森（Rachel Thompson）

## 製作

### 開發
2018年4月16日，Netflix宣布已預訂製作該劇的第一季共10集。本劇由威廉·勞林（William Laurin）和葛倫·戴維斯（Glenn Davis）負責創作，他們同時也是該劇的節目統籌和執行製作。其他的執行製作還有布拉德·特納、埃里克·賓恩伯、湯馬士·沃爾登、大衛·安塞爾莫、泰德·亞當斯、詹姆斯·吉布等人。該劇參與的製作公司包含High Park Entertainment和IDW公司。

### 選角
2018年4月，伊恩·桑莫哈德確定飾演路瑟·史旺博士。2018年6月，亞德里安·荷姆斯、賴賈姬、彼得·奧特布瑞奇加入主要演員。2018年7月，蘿拉·范德沃特、凱爾·布瑞特科夫和金柏莉·蘇穆雷參與該劇的演出。

### 拍攝
2018年6月，主體拍攝於安大略省北部的大薩德伯里和劍橋進行。2018年10月，主體拍攝包括加拿大安大略的多倫多
。

### 音樂
本劇由安德魯·羅金頓負責主題曲創作，麥可·懷特（Michael White）負責配樂創作。

## 集數
| 集數 | 標題                                                   | 導演            | 編劇                   | 上線日期      |
| --- | ------------------------------------------------------ | --------------- | ---------------------- | ------------- |
| 1 | 患病 Down with the Sickness                            | 布拉德·特納     | 葛倫·戴維斯和威廉·勞林 | 2019年12月5日 |
| 一名科學家和朋友緊急前往北極後，因為一種疾病而遭到隔離，但情況隨即變得極為險惡。                             |                                                        |                 |                        |               |
| 2 | 血盟兄弟 Blood Brothers                                | 布拉德·特納     | 葛倫·戴維斯和威廉·勞林 | 2019年12月5日 |
| 邁克繼續物色受害者。路瑟痛失摯愛還面臨傷人指控，日子並不好過。此外，凱莉發現某些事件有所關聯。               |                                                        |                 |                        |               |
| 3 | 因為我無法等候死神 Because I Could Not Stop for Death  | 提傑・史考特    | 葛倫·戴維斯和威廉·勞林 | 2019年12月5日 |
| 政府努力控制並了解疫情爆發，卻力不從心。凱莉訪問路瑟的前妻。丹妮卡找上姊姊。                                 |                                                        |                 |                        |               |
| 4 | 跟我一樣壞 Bad as Me                                   | 提傑・史考特    | 葛倫·戴維斯和威廉·勞林 | 2019年12月5日 |
| 路瑟懇求國家安全部讓他帶邁克活著離開，但其他追擊者的意圖就沒那麼平和了。另一方面，丹妮卡的衝動變得更加強烈。 |                                                        |                 |                        |               |
| 5 | 冰冷的地面 Cold Cold Ground                            | 凱雷·安德魯斯   | 葛倫·戴維斯和威廉·勞林 | 2019年12月5日 |
| 邁克與他的追隨者在新的住所安頓下來。一名態度強硬的將軍接掌國家安全部。此外，路瑟親眼見識一場暴行。           |                                                        |                 |                        |               |
| 6 | 活過還不夠 It's Not Enough to Have Lived               | 瑪麗塔·格本艾克 | 葛倫·戴維斯和威廉·勞林 | 2019年12月5日 |
| 迪茲蒙的健康狀況惡化，逼得路瑟鋌而走險。不久之後，路瑟意外得到某個機會，邁克則立下規矩。                     |                                                        |                 |                        |               |
| 7 | 夜幕垂臨 The Night Is Darkening Round Me               | 鮑比・洛斯      | 葛倫·戴維斯和威廉·勞林 | 2019年12月5日 |
| 頓時孤立無援的迪茲蒙向母親求助。丹妮卡力勸邁克放大格局。米拉試著運用自己的力量行善。                         |                                                        |                 |                        |               |
| 8 | 血雨 Red Rain                                          | 布拉德·特納     | 葛倫·戴維斯和威廉·勞林 | 2019年12月5日 |
| 路瑟結識一名華府內部人士，對方想方設法防堵社會崩潰。艾華著手蒐集國家安全部設置集中營的證據。                 |                                                        |                 |                        |               |
| 9 | 癮君子的掠食性基因 The Junkie Run of the Predator Gene | 伊恩·桑莫哈德   | 葛倫·戴維斯和威廉·勞林 | 2019年12月5日 |
| 路瑟的證詞點燃某些人的怒火。迪茲蒙與愛蜜莉亞調查某個令人憂心的聲響。丹妮卡與邁克外出上街。                   |                                                        |                 |                        |               |
| 10 | 流血但不屈服 Bloody but Unbow'd                        | 布拉德·特納     | 葛倫·戴維斯和威廉·勞林 | 2019年12月5日 |
| 停戰協定正式宣佈，情勢卻很快就變得更加複雜，人類與血族的性命都飽受威脅。                                     |                                                        |                 |                        |               |

## 發行

### 視覺文學
總共有四本文學選集，由喬納森·馬比里編輯，IDW公司出版。
- 《V Wars》（2012年5月, ISBN 978-1-61377-151-8）[13]
- 《V Wars: Blood and Fire》（2014年7月, ISBN 978-1-63140-027-8）[14]
- 《V Wars: Night Terrors》（2015年3月, ISBN 978-1-63140-272-2）[15]
- 《V Wars: Shockwaves》（2016年8月, ISBN 978-1-63140-640-9）[16]

### 漫畫
IDW於2014年4月至2015年3月發行了11期吸血鬼戰爭漫畫系列。它們被收集在以下幾卷中：
- 《V Wars: Crimson Queen》（2014年10月, ISBN 978-1-63140-063-6）
- 《V Wars: All of Us Monsters》（2015年5月, ISBN 978-1-63140-255-5）

還發布了包含所有 11 期的綜合卷：
- 《V Wars: The Graphic Novel Collection》（2019年5月, ISBN 978-1-68405-536-4）

### 電視劇
2019年11月19日，Netflix釋出該劇的官方預告片。第一季於2019年12月5日首播。

## 反響
本劇獲得的專業評論褒貶不一。 在爛番茄上，該劇的評論獲得56%的新鮮度，基於9條評論，平均評分為 6.73/10。《波士頓環球報》的艾薩克·費爾德伯格（Isaac Feldberg）很喜歡它，稱其為“毫不掩飾地愚蠢……一部有趣、怪異的B級片，一直延伸到該劇的長度”。《雪梨晨鋒報》評論員布萊德·紐瑟姆（Brad Newsome） 稱其為“令人沮喪的事情”，並沒有兌現承諾。《星爆》的 安德魯·德克斯（Andrew Dex）批評了薄弱的角色發展和看似無關的配角混合，同時也讚揚了該劇在本季結束時不斷增長的實力 。
史蒂芬妮·阿徹（Stephanie Archer）《Film Inquiry》的評論中表示“《吸血鬼戰爭》還有很多不足之處”，並且“與桑莫哈德飾演的史旺博士立即脫節”。另一方面，《今日印第安地區雜誌》的文森特·席林（Vincent Schilling）稱讚了桑莫哈德和麥可·葛雷耶斯的選角，稱他“從一開始就被吸引住了”。他接著說“節目是一場爆炸”。Pajiba網站的達斯汀·羅爾斯（Dustin Rowles）將這部劇描述為“非常劣質”、“劇本欠佳”和“毫無幽默感”。
西班牙語網絡雜誌《Espinof》的米克爾·佐里拉（Mikel Zorilla）批評該劇缺乏重點，稱它有潛力但未能脫穎而出。《WhatCulture》網站將這部劇描述為“一個令人興奮的節奏良好的旅程……而且該死的樂趣迫使你繼續觀看”，儘管“有些時刻會暫時從情節中轉移注意力並讓你摸不著頭緒”。

## 外部連結
- 在Netflix上觀看《吸血鬼戰爭》
- 互联网电影数据库（IMDb）上《吸血鬼戰爭》的资料（英文）
- 烂番茄上《吸血鬼戰爭》的資料（英文）

- V Wars Reviews（页面存档备份，存于） - Metacritic

Template:NavboxV2